# Гросицкий, Камиль
Ка́миль Павел Гроси́цкий (пол. Kamil Paweł Grosicki, произношение [ˈkamil ɡrɔˈɕitski]; род. 8 июня 1988, Щецин) — польский футболист, вингер клуба «Погонь» и сборной Польши. Участник трёх чемпионатов Европы (2012, 2016 и 2024) и двух чемпионатов мира (2018 и 2022).

## Клубная карьера
Гросицкий начал свою карьеру в клубе «Погонь». В 2007 году он присоединился к «Легие», однако через несколько месяцев он попросил отдать его в аренду в связи с личными проблемами. 13 февраля 2008 года было объявлено, что Камиль отправился в аренду в швейцарский «Сьон» до 31 декабря 2008 года. Он сыграл 8 матчей, забив 2 гола во второй половине сезона 2007/08. В начале следующего сезона Гросицкий понизили в молодёжную команду до 21 года, в связи с приходом нового тренера. Он покинул клуб через несколько месяцев.
В феврале 2009 года «Ягеллония» подписала контракт с Гросицкий на правах аренды до конца сезона 2008/09, с правом выкупа за 500 тысяч злотых. В июне 2009 года Камиль подписал трёхлетний контракт с «Ягеллонией». В декабре 2009 года харьковский «Металлист» и краковская «Висла» интересовались покупкой Гросицкого.
В январе 2011 года Гросицкий перешёл в клуб турецкой Суперлиги «Сивасспор» за 900 тысяч евро, подписав контракт на 3,5 года.
24 января 2014 года Гросицкий перешёл во французский «Ренн». 27 марта 2014 года он забил первый гол за клуб в ворота «Лилля». 15 апреля в полуфинале Кубка Франции он снова забил в ворота «Анже». Гросицкий отыграл 52 минуты в финале Кубка Франции, в котором «Ренн» проиграл 0:2 «Генгаму». За время своего пребывания в «Ренне» Гросицки сыграл 85 матчей и забил 13 голов.
31 января 2017 года Гросицкий подписал контракт на три с половиной года с клубом Премьер-лиги «Халл Сити». 4 февраля 2017 года он дебютировал за «Халл Сити» в матче против «Ливерпуля». Гросицкий стал лучшим игроком месяца Премьер-лиги среди болельщиков ПФА в апреле. 12 августа 2017 года он забил свой первый гол за клуб в ворота «Бертон Альбион».
31 января 2020 года Гросицкий подписал 18-месячный контракт с «Вест Бромвич Альбион» за нераскрытый гонорар[16]. Предполагалось, что сбор составит около 1 млн фунтов стерлингов с надбавками, основанными на продвижении в Премьер-лигу.
27 мая 2021 года было объявлено, что Гросицкий покинет «Вест Бромвич Альбион» после истечения контракта.

## Международная карьера
2 февраля 2008 года дебютировал за национальную сборную Польши в товарищеском матче против Финляндии. Также Гросицки играл за молодёжную сборную Польши.
7 сентября 2014 года в своём 24-м матче за сборную Гросицкий забил свои первые голы за Польшу в матче против Гибралтара на старте квалификации Евро-2016.

## Достижения
«Легия»
- Обладатель Кубка Польши: 2008

«Ягеллония»
- ОбладательКубка Польши: 2010
- Обладатель Суперкубка Польши: 2010